# 이오리강

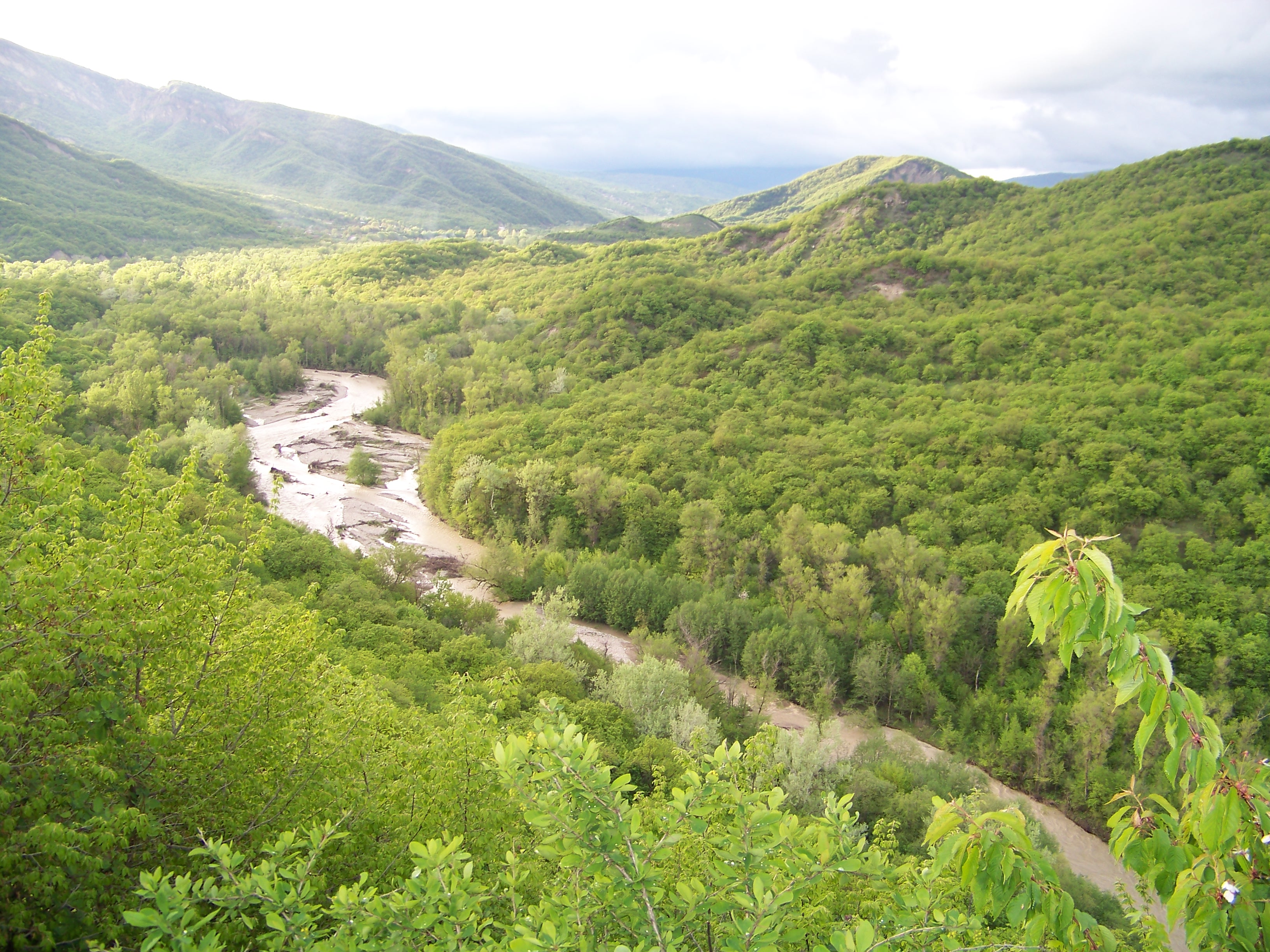

이오리강(조지아어: იორი, 아제르바이잔어: Qabırlı)은 남캅카스를 흐르는 강으로 그 수원지는 조지아 동부의 대캅카스산맥이며 가비르리라고도 알려진 아제르바이잔을 흐르며 밍가체비르 저수지에서 그 강물이 모인다. 그 강의 길이는 320 km이다.